# Jeroen van Koningsbrugge
Jeroen Bernardus Jozef Nicolaas van Koningsbrugge (Nispen, 3 september 1973) is een Nederlandse acteur, cabaretier, zanger, regisseur en presentator. Hij was lid van de improvisatiegroep De Lama's en maakt samen met Dennis van de Ven het satirische televisieprogramma Draadstaal. Met van de Ven werkte hij eveneens samen in de muziekgroep Jurk!, in de televisieserie Smeris en in het SBS6-spelprogramma Lekker Nederlands. Van 2003 tot 2016 was hij de zanger van rockband ZEUS. Deze band ging op in de rockband ENGINE ROOM.

## Biografie
Van Koningsbrugge speelde op zeventienjarige leeftijd voor het eerst in een band. Drie jaar later werd hij aangenomen op de Toneelacademie Maastricht. Na een jaar stopte hij met de opleiding en verhuisde hij naar Amsterdam, waar hij op de Kleinkunstacademie werd aangenomen. In zijn vierde jaar deed Van Koningsbrugge auditie voor ziekenhuisserie IC. Hij kreeg de rol van Harry Peeters en werkte drie seizoenen aan de serie mee.
Ook speelde hij in diverse reclamespotjes van Citroën als de overenthousiaste autoverkoper Dennis van de Ven. De echte Dennis van de Ven is al jaren bevriend met Van Koningsbrugge. Ze werkten voor en achter de schermen samen, en bedachten en schreven Nieuw Dier, een sketchprogramma, dat soms werd beschouwd als de voorloper van televisieprogramma Draadstaal van de VPRO. Draadstaal was een satirisch televisieprogramma over de grote of kleine zaken in het ingewikkelde moderne leven.
Van de Ven en Van Koningsbrugge vormden tevens het duo Jurk!. In 2010 kwam hun debuut-cd Avondjurk uit.
Tevens was Van Koningsbrugge de zanger van de rockband ZEUS. Met deze band maakte hij in 2005 het album Bad Signs en in 2007 het album 07. Beide albums kregen lovende kritieken en de band toerde meerdere malen door Nederland en speelde enkele kleine optredens in de Verenigde Staten.
Van Koningsbrugge had ook een rolletje in Baantjer; hij was daar een paar afleveringen te zien als wachtcommandant Willems. Ook speelde hij rollen in Koppels en Sprint en sprak hij tekenfilms als Finding Nemo, Cars, Ratatouille en Bee Movie in.
Begin 2007 werd Van Koningsbrugge toegevoegd aan het improvisatiecabaretteam van het BNN-televisieprogramma De Lama's.
In 2008 werd Van Koningsbrugge 'team captain' in het SBS6-programma Ik hou van Holland. In dit programma streden twee teams onder aanvoering van twee captains om een prijs voor het hele publiek.
In april 2009 zat Van Koningsbrugge in het Net5-programma Tussen de oren, samen met Katja Schuurman, als 'team captain'.
In januari 2013 begon de theatershow Glitterjurk, en in februari kwam het gelijknamige album uit met de band Jurk!.
Op vrijdag 19 april 2013 werd het Koningslied gepresenteerd, en hierin zong Van Koningsbrugge mee. Hij was in 2013 in de film Hemel op aarde te zien. Ook maakte hij samen met Dennis van de Ven het programma Jurk voor RTL 4.
In het voorjaar van 2014 begon op BNN het programma Smeris. Hier speelde Van Koningsbrugge een agent genaamd Theo, die na een incident geplaatst werd hij in het hennepteam, waar Willem (Dennis van de Ven) de zaken leidde. Samen zochten ze uit wie de mol binnen het politieteam was.
In 2015 speelde Van Koningsbrugge de rol van Judas Iskariot in het grote muzikaal-Bijbelse Paasevenement The Passion in Enschede. Hij kreeg veel positieve reacties op het gezongen nummer Wit Licht van Marco Borsato. Het jaar erop was Van Koningsbrugge acteercoach bij de Amerikaanse versie in New Orleans.
In 2017 en 2018 was Van Koningsbrugge een van de 'team captains' in het door Linda de Mol gepresenteerde spelprogramma Oh, wat een jaar!.

### Privéleven
Van Koningsbrugge is sinds 2005 getrouwd met actrice Marie-Claire Witlox. Zij hebben een zoon en een dochter. Aan de Volkskrant vertelde Van Koningsbrugge in 2019 dat hij een prepper is en niet gelooft in het officiële verhaal rondom de aanslagen van 11 september 2001. Later onthulde van Koningsbrugge dat het interview een stunt was.

## Filmografie

### Film
- 2000 · Tinus en Henkie - Tinus
- 2001 · Zus & zo - Agent
- 2001 · De vriendschap - Levensredder
- 2002 · Pek - Pek
- 2002 · Oud en Nieuw - Regisseur
- 2003 · Finding Nemo - Marlin (stem)
- 2006 · Ruis - Hugo
- 2006 · Cars - Dusty Rust-eze (stem)
- 2007 · Ratatouille - Emile (stem)
- 2007 · Links - Dexter
- 2007 · SEXtet
- 2007 · Bee Movie - Barry B. Benson (stem)
- 2009 · Suske & Wiske en de Texas Rakkers  - Theofiel en Theodore Boemerang (stem)
- 2010 · Gangsterboys - Brabantse Gangsterbaas
- 2010 · Loft - Willem
- 2011 · Gooische Vrouwen - De film - Pastoor
- 2013 · Hemel op aarde - Wiel Geraedts
- 2013 · Midden in de winternacht - Eland Moos (stem)
- 2015 · De surprise - Jacob
- 2015 · Schone Handen - Eddie
- 2016 · Riphagen - Dries Riphagen
- 2019 · Spider-Man: Far From Home - Nederlandse voetbalhooligan[3]
- 2019 · De club van lelijke kinderen - Filidoor de Wit
- 2023 · Candy & Bonita - Nick

### Televisie

#### Acteur
- 2002-2006 · IC - RTL 4 & RTL 5 - rol: Harry Peeters
- 2005-2006 · Sprint - BNN - rol: Snoek
- 2005 ‘’Sinterklaas Journaal’’ - Rijmpiet
- 2006 · Nieuw Dier - Talpa
- 2006 · Koppels (later: Midlife Crisis) - Talpa - rol: Julian van Tellegen
- 2007-2009/2015-heden · Draadstaal - VPRO/ AVROTROS
- 2010-2013 · NeonLetters - AVRO
- 2011-2012 · Iedereen is gek op Jack - RTL 4 - rol: Jack Keizer
- 2014-2020 · Smeris - BNN - rol: Theo Kamp
- 2015 · The Passion -EO & KRO - rol: Judas Iskariot
- 2018 · The Passion - EO, KRO, NCRV - rol: Politieagent 1 (als Theo Kamp)
- 2019 · Het Klokhuis - NTR - rol: ober
- 2021 · Scrooge Live - Omroep MAX - rol: Scrooge
- 2023-heden · Eén grote familie - RTL 4 - rol: Dennis van Dam

#### Presentator
- 2006 · Mannen Mannen - RTL 7
- 2009 · Brainstorm (onderdeel van TV Lab) - VPRO
- 2016 · Bijdehandjes - SBS6
- 2016 · Jeroen In California - Songs Of Life - RTL 4
- 2020-heden · Kamp van Koningsbrugge - AVROTROS
- 2021 · Stilte AUB! - SBS6
- 2024 · Jeroen’s Abandoned Adventures - Discovery Channel en HBO Max[4]
- 2025 · Strijders - AVROTROS

#### Teamleider/Jurylid/Deelnemer
- 2003 · Dit was het nieuws - TROS
- 2005 · Kannibalen - BNN
- 2007-2008 · De Lama's - BNN
- 2007-2008 · De Nieuwste Show (NPS & BNN)
- 2008-2016/2019-heden · Ik hou van Holland (RTL 4/SBS6)
- 2009 · Tussen de Oren - Net5
- 2009 · Laat me niet lachen - AVRO
- 2012-2013 · Beat the Best - RTL 4
- 2015 · De Kist - gast EO
- 2015-2016 · Lekker Nederlands - SBS6
- 2015-2020, 2023-heden · Beste Kijkers - RTL 4
- 2017 · De lama's theatertour - BNNVARA
- 2017-2018 · Oh, wat een jaar! - RTL 4
- 2018 · De Slimste Mens ter Wereld - VIER
- 2018, 2020 · Holland-België - RTL 4
- 2019 · Is er een dokter in de zaal? - RTL 4
- 2019 · De mannen van taal - SBS6
- 2019 -heden · De Slimste Mens ter Wereld - jurylid (VIER)
- 2020 · I Can See Your Voice - panellid (RTL 4)
- 2020 · Het zijn net mensen - teamleider (RTL 4)[5]
- 2022-heden · TAFKAL - Videoland
- 2022-2023 · Secret Duets - panellid (RTL 4)
- 2023 · DNA Singers - teamleider (RTL 4)[6]
- 2023 · Alles is Muziek - teamleider (RTL 4)
- 2024 · De Pappenheimers - deelnemer (RTL 4)

### Gastrollen
- Baantjer (1995-2006) - Agent Willems - 5 afleveringen (15 oktober 1999 - 10 december 1999)
- Blauw blauw (1999-2000) - Agent Hugo de Winter (Afl.,Hogere machten, 1999)
- Jiskefet (2005) - Aflevering 2 - De Zoon Sint Hubertusberg (10 april 2005) - Steven Pos
- Keyzer & De Boer Advocaten - Mark de Groot (Afl., Dwaze vaders, 2005)
- De Lama's (2005) - Gastlama (31 december 2005)
- Kannibalen (2006) - Kannibaal
- Paniek in het dorp, animatieserie VPRO - Stemmen
- Raymann is Laat (2009) - Te gast bij Tante Es
- Nick tegen Simon (4 februari 2012) - Samen met Dennis van de Ven

### Muziek
- Album Bad Signs met ZEUS (2005).
- Album 07 met ZEUS (25 oktober 2007)
- Album Avondjurk met Dennis van de Ven, onder de naam 'Jurk!' (2010).
- Album Glitterjurk met Dennis van de Ven, onder de naam 'Jurk!' (8 februari 2013).
- Album Songs of Life met diverse gasten (september 2016).
- Single Everything met ZEUS (2016)
- Single If I Would Die Tonight met ENGINE ROOM (2016)

### Theater
- 't Schaep met de 5 pooten (2019) - Kootje de Beer, caféhouder
- De scheepsjongens van Bontekoe (Musical 2003-2004) - Hajo

## Discografie

### Albums
| Album met eventuele hitnotering(en) in de Nederlandse Album Top 100 | Datum van verschijnen | Datum van binnenkomst | Hoogste positie | Aantal weken | Opmerkingen |
| ------------------------------------------------------------------- | --------------------- | --------------------- | --------------- | ------------ | ----------- |
| Songs of life                                                       | 2016                  | 22-10-2016            | 5               | 1*           |             |

### Singles
| Single met eventuele hitnotering(en) in de Nederlandse Top 40 | Datum van verschijnen | Datum van binnenkomst | Hoogste positie | Aantal weken | Opmerkingen                                                                                 |
| ------------------------------------------------------------- | --------------------- | --------------------- | --------------- | ------------ | ------------------------------------------------------------------------------------------- |
| Koningslied                                                   | 19-04-2013            | 27-04-2013            | 2               | 4            | als onderdeel van Nationaal Comité Inhuldiging / Nr. 1 in de Single Top 100                 |
| Wit licht                                                     | 2015                  | 18-04-2015            | tip3            | -            | Nr. 15 in de Single Top 100                                                                 |
| Left behind                                                   | 2016                  | 03-09-2016            | tip12           | -            | met Bart van der Weide & Dennis Huige                                                       |
| Vrienden                                                      | 2018                  | 27-01-2018            | tip7            | -            | met Marco Borsato, Nick & Simon, Xander de Buisonjé, André Hazes jr., VanVelzen & Diggy Dex |

| Single met hitnotering(en) in de Vlaamse Ultratop 50 | Datum van verschijnen | Datum van binnenkomst | Hoogste positie | Aantal weken | Opmerkingen                                    |
| ---------------------------------------------------- | --------------------- | --------------------- | --------------- | ------------ | ---------------------------------------------- |
| Koningslied                                          | 2013                  | 11-05-2013            | 41              | 1            | als onderdeel van Nationaal Comité Inhuldiging |

### NPO Radio 2 Top 2000
| Nummer met noteringen in de NPO Radio 2 Top 2000 | '15  | '16  | '17  | '18  | '19  | '20  | '21  |
| ------------------------------------------------ | ---- | ---- | ---- | ---- | ---- | ---- | ---- |
| Wit licht                                        | 1611 | 1072 | 1221 | 1327 | 1478 | 1660 | 1886 |

1. ↑  Een vetgedrukt getal geeft de hoogste notering aan.
2. ↑  2015 was het eerste jaar met een notering voor dit nummer.
3. ↑  Deze tabel is bijgewerkt tot en met de meest recente editie (2024).

## Prijzen
Op 22 oktober 2010 won Van Koningsbrugge de Zilveren Televizier-Ster voor Presentatoren tijdens het Televizierring Gala. Op 4 november kreeg hij samen met zijn vriend Dennis van de Ven als het duo 'Jurk!' een gouden plaat tijdens de uitzending van Pauw & Witteman. Op 21 oktober 2011 werd Jeroen van Koningsbrugge opnieuw genomineerd voor een Zilveren Televizier-Ster categorie presentatoren. Verder won hij in 2011 een Rembrandt Award voor beste Nederlandse acteur voor zijn rol in Loft.
Op 13 oktober 2017 ontving Jeroen van Koningsbrugge nogmaals een Zilveren Televisier-Ster, maar ditmaal die voor acteurs.